# Seichereck
Als Seichereck bezeichnet man ein waagrechtes Stück im Nordwestgrat des Rauheck südwestlich über dem Eissee mit den Höhenpunkten 2.044 m und 2.028 m. Es liegt ziemlich genau zwischen dem Rauheck und dem Älpelesattel.
Das Seichereck kann auf markierten Wegen erreicht werden. Am Seichereck zweigt beim Weg von der Kemptner Hütte zum Prinz-Luitpold-Haus der Abstieg zum Eissee ab. Ein weiterer, mühsamer Aufstieg ist vom Älpelesattel möglich.